# Kwas aminofenylooctowy
Kwas aminofenylooctowy, 4-APAA – organiczny związek chemiczny z grupy aminokwasów aromatycznych. Stosowany w przemyśle barwników oraz do syntez organicznych.